# Synthemis alecto
Synthemis alecto är en trollsländeart som beskrevs av Maurits Anne Lieftinck 1953. Synthemis alecto ingår i släktet Synthemis och familjen skimmertrollsländor. IUCN kategoriserar arten globalt som sårbar. Inga underarter finns listade i Catalogue of Life.